# Fernand Crommelynck
Fernand Crommelynck (Paris, 1886 — Saint-Germain-en-Laye, 1970) foi um escritor, dramaturgo e ator de origem belga que desenvolveu o teatro de vanguarda. A sua obra mais conhecida é O cornudo magnífico.
Nasceu em Paris, mas com poucos meses de vida, seus pais foram morar na Bélgica, onde passou a sua infância a juventude, familiarizando-se com a vida teatral. 
Debutou como dramaturgo aos 18 anos com uma comédia em verso Já não iremos mais à floresta (1904), à que seguiu O Escultor de Máscaras (1906). Ao seu regresso a Paris dedicou-se ao jornalismo, compatibilizando a partir de então as duas cidades, Paris e Bruxelas. Mais tarde escreveu O Mercador de Lamentos (1913), O Magnífico Cornudo (1919), que obteve um grande sucesso e consagrou-o definitivamente como dramaturgo; Os Amantes Pueris (1922), Tripas de ouro (1925), Corine (1929) e Uma mulher que tem o coração pequeno demais  (1934), entre outras. 
Crommelynck pertence à tradição dos grandes artistas flamengos, dos que pareceu herdar a sua estranha originalidade. Pertenceu ao Flandres dos alucinados, não apenas pela sua aparência ascética, retesa, febril, mas também por essa qualidade do seu sonho que o isola da realidade exterior, pela violência com que descreve e opõe sentimentos contraditórios e, sobretudo, pelo lirismo tumultuoso que os anima. 
Os últimos anos da sua vida, passou-os na sua residência de Rapallo, (Itália), onde residiu com os seus quatro filhos. Ali escreveu as suas últimas obras: Quente e Frio e O Cemitério dos Amores.